# Püünsi
Püünsi (Duits: Piensi) is een plaats in de Estlandse gemeente Viimsi, provincie Harjumaa. De plaats heeft de status van dorp (Estisch: küla).

## Bevolking
Het dorp had 1256 inwoners op 31 december 2011 en 1290 inwoners op 31 december 2021.

## Ligging
De plaats ligt ongeveer 13 km ten noordoosten van het centrum van Tallinn aan de westkust van het schiereiland dat de gemeente Viimsi vormt. Ten noorden van Püünsi ligt Rohuneeme, ten zuiden ligt Pringi.

## Geschiedenis
In de middeleeuwen behoorde Püünsi tot de bezittingen van het Piritaklooster. Na de verwoesting van het klooster in 1577 viel het dorp onder het landgoed van Viimsi. Het dorp werd voor het eerst vermeld in 1519 onder de naam Bunysz.

## Foto's

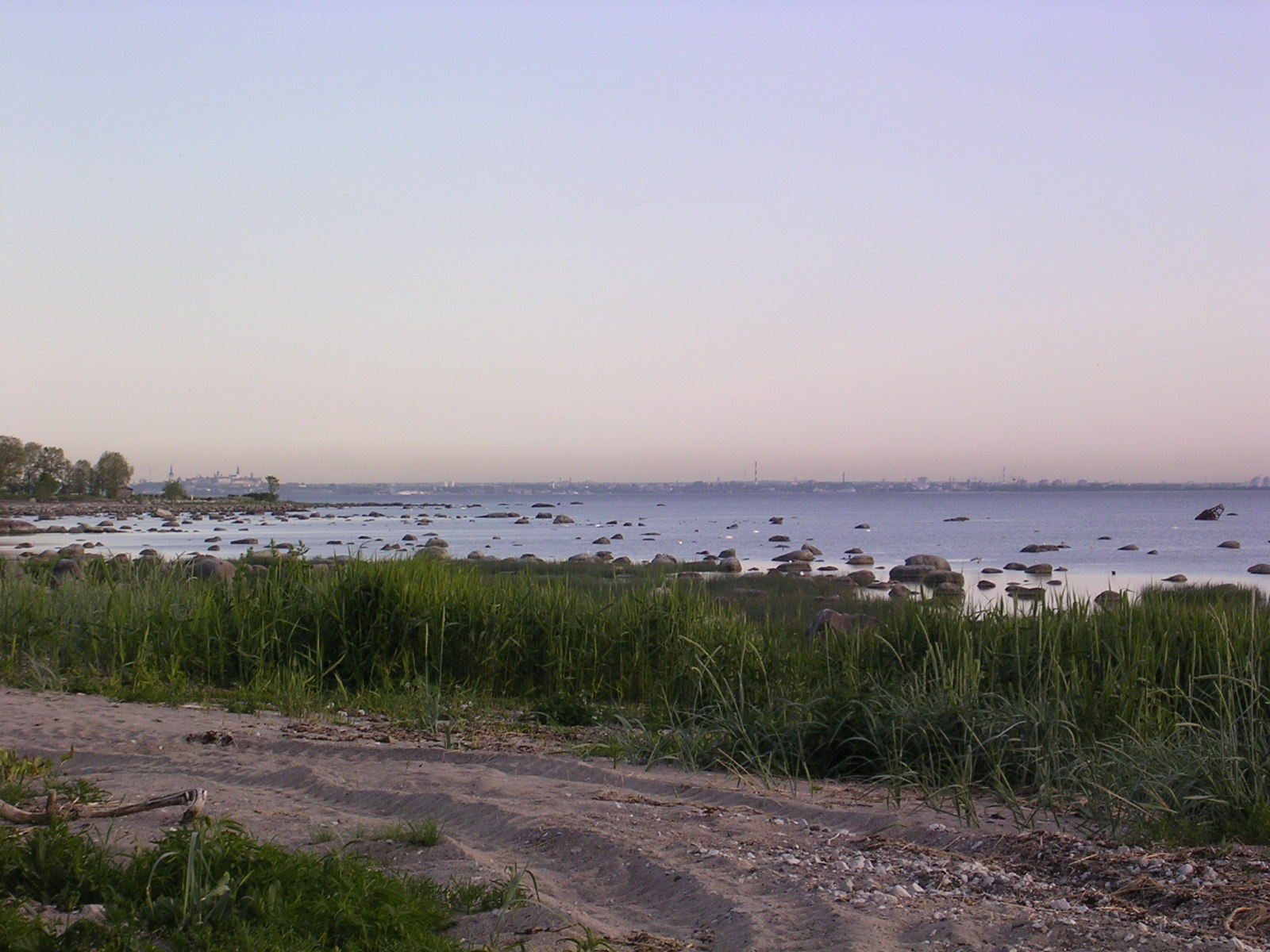
De Baai van Tallinn bij Püünsi
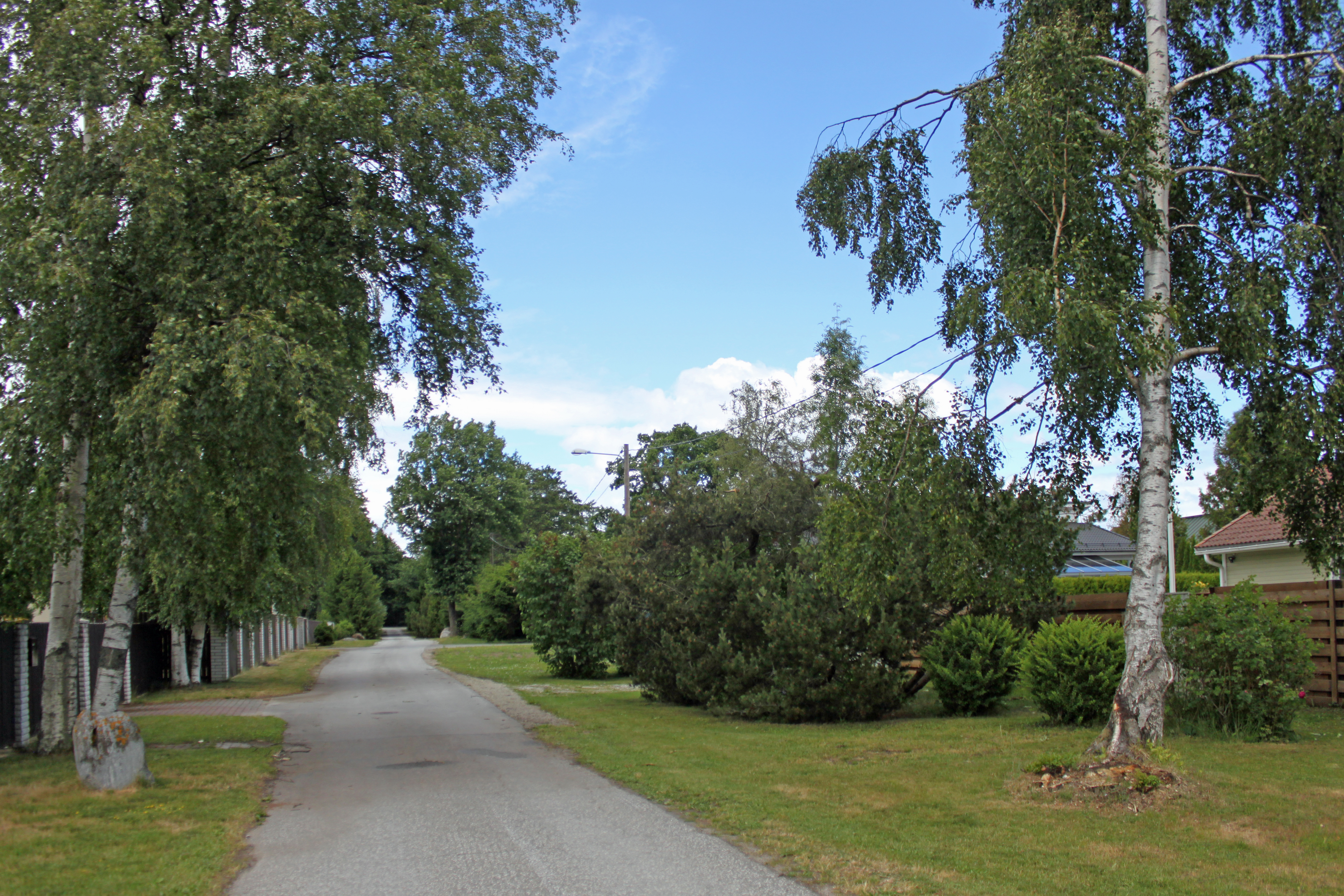
De Tormilinnu tee, een straat in Püünsi
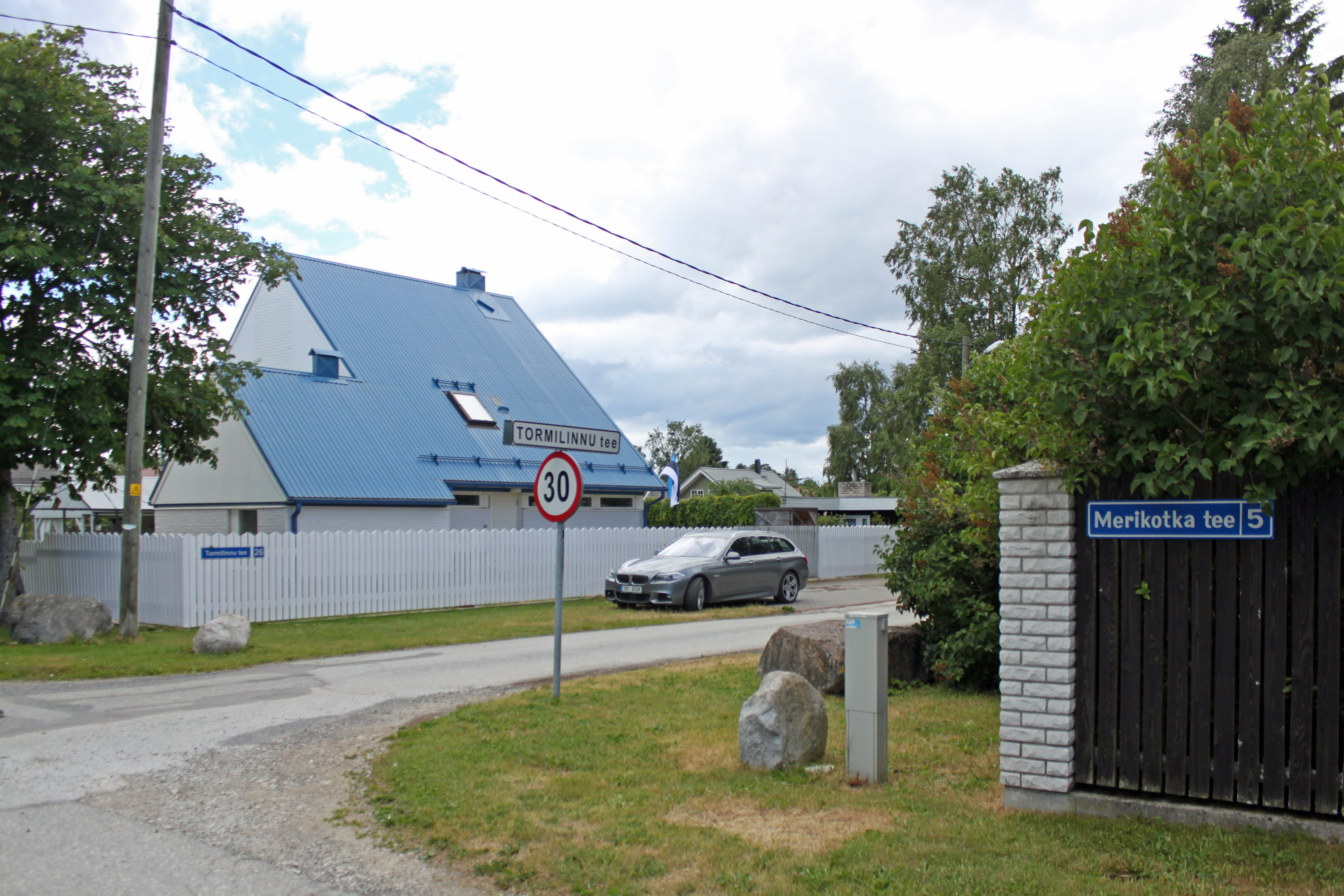
Kruispunt in Püünsi